# La Vie comme elle est
La Vie comme elle est (Life As We Know It) est une série télévisée américaine en treize épisodes de 42 minutes, créée par Melvin Burgess dont onze épisodes ont été diffusés entre le 7 octobre 2004 et le 20 janvier 2005 sur ABC.
En France, la série a été diffusée entièrement jusqu'au 13e épisode à partir du 8 décembre 2007 sur Filles TV et rediffusée sur NRJ 12.

## Synopsis
Dino, Ben et Jonathan, trois ados qui ne pensent qu'au sexe. Mais ils appréhendent la chose de manière différente. Dino est avec Jackie sa petite amie depuis longtemps, et il ne s'agit que de franchir le pas. Jonathan saute le pas avec Deborah sa meilleure amie et découvre les conséquences que cela pourrait entraîner. Et Ben ne trouve rien de mieux que d'avoir une relation avec Monica sa prof du lycée.

## Distribution
- Sean Faris (VFB : Philippe Allard) : Dino Whitman
- Jon Foster (VFB : Aurélien Ringelheim) : Ben Conner
- Chris Lowell (VFB : Marc Weiss) : Jonathan Fields
- Missy Peregrym (VFB : Mélanie Dermont) : Jackie Bradford
- D. B. Sweeney (VFB : Olivier Cuvelier) : Michael Whitman
- Lisa Darr (VFB : Colette Sodoyez) : Annie Whitman
- Marguerite Moreau (VFB : Dominique Wagner) : Monica Young
- Jessica Lucas (VFB : Cathy Boquet) : Sue Miller
- Kelly Osbourne (VFB : Élisabeth Guinand) : Deborah Tynan
- Peter Dinklage (VFB : Erwin Grünspan) : Dr Belber, le Psychologue de l'école

## Épisodes
1. À prendre ou à laisser (Pilot)
2. Révélation (Pilot Junior)
3. Sex-pert (The Best Laid Plans)
4. Roméo aime Juliette (Partly Cloudy, Chance of Sex)
5. Secret et mensonge (Secrets and Lies-
6. Tremblement de terre (Natural Disasters)
7. T'embrasser et mourir (With a Kiss, I Die)
8. La main passe (Family Hard-ships)
9. Un petit problème (A Little Problem)
10. Séparation (Breaking Away)
11. Week-end au ski (You Must be Trippin)
12. Coup de foudre (Friends Don't Let Friends Drive Junk)
13. Papa Wheelie (Papa Wheelie)